# City-Haus
City-Haus è un grattacielo di 42 piani alto 142 metri situato nel quartiere Westend-Süd di Francoforte sul Meno, in Germania. È stato costruito dal 1971 al 1974 e progettato dagli architetti Johannes Krahn e Richard Heil. Oggi fa parte del quartier generale della DZ Bank.